# Will Downing
Pour les articles homonymes, voir Downing.
Will Downing (né en 1963 à Brooklyn, New York) est un chanteur, compositeur et producteur américain de soul et de jazz. Il est considéré comme l'un des vocalistes de référence dans les milieux du quiet storm et du Smooth jazz. Malgré sa faible médiatisation, il a réussi à conquérir un public fidèle, amateur de jazz et de R&B contemporains, à travers ses albums et ses concerts où il séduit son audience grâce à ses riches vocalises de baryton et son interprétation unique de classiques du R&B et de la pop.

## Biographie
Downing a tout d'abord étudié à la renommée école d'arts Erasmus Hall High School à Brooklyn, New York. L'école avait l'un des programmes d'arts les plus solides de la ville et comptait parmi ses anciens élèves des chanteuses comme Barbra Streisand ou Stephanie Mills et des directeurs de maisons de disques comme Clive Davis, fondateur de Arista Records, et Kedar Massenburg, président de Motown Records dans les années 1990. Downing, qui a d'ailleurs eu l'occasion d'enregistrer pour la prestigieuse Motown, a été diplômé en même temps que Massenburg dans la promo de 1981. Downing a par la suite suivi les cours de la Virginia Union University à Richmond en Virginie. Au milieu des années 1980, il retourne à New York pour travailler sur des albums d'artistes tels que Jennifer Holliday, Kool & the Gang, le saxophoniste Gerald Albright, Billy Ocean, Regina Belle, Mica Paris et bien d'autres encore. Plus tard, il chante avec le groupe de Arthur Baker, Wally Jump Junior puis engage ce dernier comme producteur après qu'il a signé chez Island Records.
En 1988, Downing signe un contrat avec 4th & Broadway Records, et son premier album solo, l'éponyme Will Downing, voit le jour la même année. Les critiques remarquent en particulier sa version du classique de John Coltrane, A Love Supreme, le considérant comme l'un des moments forts du disque. L'album atteint la 4e place du Billboard. Downing ne reste avec 4th & Broadway que le temps d'un album et signe par la suite chez Island Records pour son deuxième opus, Come Together As One, en 1989. À l'instar de son premier album, Come Together As One est une collection de chansons R&B qui reflètent son amour pour le jazz.
Downing rejoint Mercury Records pour son quatrième album, Love's the Place to Be en 1993, son album le mieux vendu à ce jour avec 235 000 copies vendues aux États-Unis et plus de 300 000 copies au Royaume-Uni. Il reste avec Mercury pour deux albums supplémentaires, Moods en 1995 et Invitation Only en 1997, qui ont obtenu un succès auprès du noyau de fans du chanteur. Son album All the Man You Need a reçu une nomination aux Grammy Awards dans la catégorie « Meilleur album de R&B traditionnel » en 2000. Depuis décembre 2006, Will souffre de polymyosite, une myopathie inflammatoire entraînant des faiblesses musculaires, qui l'a rendu incapable de marcher et l'a confiné dans une chaise roulante.
En 2002, il a reçu le International Association of African-American Music Diamond Award.

## Discographie
| Année | Titre                                                  | Label          |  |
| ----- | ------------------------------------------------------ | -------------- |  |
| 2009  | Classique                                              | Peak           |  |
| 2007  | After Tonight                                          | Peak           |  |
| 2005  | Soul Symphony                                          | GRP            |  |
| 2004  | Christmas, Love and You                                | GRP            |  |
| 2003  | Emotions                                               | GRP            |  |
| 2002  | Sensual Journey                                        | GRP            |  |
| 2000  | All the Man You Need                                   | Motown         |  |
| 1998  | Pleasures of the Night, avec Gerald Albright           | Polygram       |  |
| 1997  | Invitation Only                                        | Mercury        |  |
| 1995  | Moods                                                  | Mercury        |  |
| 1994  | Nothing Has Ever Felt Like This, avec Rachelle Ferrell | Capitol        |  |
| 1993  | Love's the Place to Be                                 | Mercury        |  |
| 1991  | A Dream Fulfilled                                      | Island         |  |
| 1989  | Come Together as One                                   | Island         |  |
| 1988  | Will Downing                                           | 4th & Broadway |  |